# پاولو موچان
پاولو موچان (اوکراینی: Павло Михайлович Мовчан؛ زادهٔ ۱۵ ژوئیهٔ ۱۹۳۹) سیاستمدار، نویسنده، و شاعر اهل اوکراین است.
وی همچنین برندهٔ جوایزی همچون جایزه ملی شوچنکو شده‌است.